# Шефер, Эрнст
Эрнст Шефер (нем. Ernst Schäfer; 14 марта 1910 — 21 июля 1992) — немецкий исследователь, охотник, зоолог, орнитолог, тибетолог, штурмбаннфюрер СС, руководящий сотрудник Аненербе.

## Биография

### Ранние годы. Академическая карьера
Сын главы гамбургского концерна «Феникс», занимавшегося производством резины. Вырос в Вальтерсхаузене (Тюрингия), ходил в школу в Гейдельберге и Маннгейме. Будучи юным, много проводил времени на улице, стрелял из пневматического оружия, выводил и растил птиц, насекомых и рептилий. В 1928 — 1934 годах изучал в Гёттингене и Ганновере зоологию, геологию, ботанику, химию, минералогию, физику и этнографию. Специализировался в области орнитологии. В 1930 году вступил в Орнитологическое общество Германии. В 1932 году был избран пожизненным членом Академии естествознания в Филадельфии. В 1938 году защитил кандидатскую диссертацию.
Известен стал благодаря своему участию в экспедициях на Тибет в 1931, 1934 — 1935 и 1938 — 1939 годах. На пути в первую экспедицию посетил Москву, которая, по признанию Шефера, ему не понравилась. Путь первой экспедиции пролегал через Китай, где Шефер стал свидетелем столкновений между войсками китайского правительства и тибетской армией, а также познакомился с местной фауной. В 1933 году опубликовал свою первую книгу «Горы, Будды и медведи», принёсшую ему научную славу. В том же году вступил в СС.
В августе 1936 года Шефер отправился в Великобританию для изучения коллекций тибетских и гималайских птиц в Британском музее. По возвращении на родину был приглашён Генрихом Гиммлером в Аненербе, но первоначально отказался. Однако уже в том же году он присутствовал на партийном съезде в Нюрнберге, где встретился со всеми лидерами нацистской Германии.

### Учёный в СС
Первыми двумя тибетскими экспедициями руководил американец Брук Долан, третью возглавил сам Шефер, причём негласным покровителем выступил Генрих Гиммлер. Помимо чисто научных задач, экспедиции Шефера предписывалось отыскать следы «арийской» прарелигии в письменных памятниках буддизма и вообще исследовать Тибет на предмет его отношения к «арийской расе». На Тибете Шефер занимался также исследованием высокогорных сортов пшеницы и пород приземистых азиатских лошадей. По материалам экспедиции был снят фильм Таинственный Тибет, премьера которого состоялась в 1943 году, и в том же году опубликован одноимённый отчёт об экспедиции.
В конце 1939 года Шефер представил нацистскому руководству план диверсионной операции «Тибет», нацеленной на дестабилизацию положения Британской Индии. В этом случае при содействии СССР через территорию советской Средней Азии в Тибет забрасывались сначала несколько агентов, затем группы диверсантов, а в 1941 году в Тибет организовывалась новая научная экспедиция. К замыслам Шефера абвер добавил военную составляющую — переброску в Тибет оружия. План, однако, был отвергнут немецкой стороной.
В августе 1942 — январе 1943 года — руководитель Зондеркоманды «К» (Кавказ), которая планировалась для схожих с тибетскими изысканий на оккупированном Кавказе. С 1943 году возглавлял созданный им Институт Свена Гедина по изучению Центральной Азии и экспедициям. Также являлся главой учебно-исследовательского отдела коневодства Аненербе. Косвенно участвовал в отборе заключённых Освенцима для антропологических исследований доктора Хирта. В 1943 году защитил в Мюнхене докторскую диссертацию. Входил в круг друзей рейхсфюрера СС.

### После войны
После окончания войны был интернирован войсками союзников, освобождён в 1948 году. В ходе денацификации был признан «незначительно виновным» и приговорён к штрафу.
В 1949 году стал профессором в Венесуэле, где хотел создать парк дикой природы, однако затем вернулся в Европу, где с 1954 года был советником отрекшегося от престола бельгийского короля Леопольда III. Совершил исследовательскую поездку в Бельгийское Конго и совместно с Хайнцем Зильманом снял фильм «Владыка девственного леса» (1959).
В 1960 — 1970 годах работал хранителем отдела естествознания земельного музея Нижней Саксонии. В 1970-е годы выступил с предложением организовать заповедники в лесах Северной Индии.
Неоднократно заявлял, что вступил в СС не в силу убеждений, а ради карьерного роста.

## Научные открытия
В честь Шефера назван открытый им в Тибете в 1934 году карликовый голубой баран (Pseudois schaeferi).

## Награды
- Кольцо «Мёртвая голова» (1939)
- Почётный кинжал СС (1939)
- Крест Военных заслуг 2-й степени с мечами (1945)

## Сочинения
- Горы, будды и медведи (Berge, Buddhas und Bären. Berlin,Verlag Paul Parey, 1933).
- Габитус фазанов на китайско-тибетской границе (оригинальное немецкое название неизвестно, опубликована в Journal für Ornithologie, LXXXII, Heft 4, Oktober 1934).
- Четыре новые птицы из Тибета (Four New Birds from Tibet, in Proceedings of the Academy of Natural Sciences, Philadelphia, 1937).
- Неизвестный Тибет (Unbekanntes Tibet. Berlin, Verlag Paul Parey, 1938).
- Крыша мира (Dach der Erde. Berlin, Verlag Paul Parey, 1938).
- Орнитологические результаты двух экспедиций на Тибет (Ornithologische Ergebnisse zweier Forschungsreisen nach Tibet. Journal für Ornithologie 86. Jg. 1938 Sonderheft).
- Тибет зовёт (Tibet ruft. Berlin, Verlag Paul Parey, 1942).
- Таинственный Тибет (Geheimnis Tibet. München, Verlag F Bruckmann, 1943).
- Исследовательское пространство — Центральная Азия (Forschungsraum Innerasien, in Asienberichte. Viertejahresschrift für asiatische Geschishte und Kultur, № 21, April 1944, S. 3-6).
- Крепость среди белых туманов (Fest der weissen Schleier: Eine Forscherfahrt durch Tibet nach Lhasa, der heiligen Stadt des Gottkönigtums, Braunschweig, Vieweg, 1949).
- Через Гималаи в страну богов (Über den Himalaja ins Land der Götter. Berlin, Dt. Hausbücherei, 1951).
- Кипучая Венесуэла (Ebullient Venezuela, Brussels, 1956).
- Воробьи: сравнительные исследования Psarocolius angustifrons и Psarocolius decumanus (Les Conotos : Etude comparative de Psarocolius angustifrons et Psarocolius decumanus, Zoologische Forschungsinst, Museum Alexander Koenig, 1957).
- Среди разбойников в Тибете (Unter Räubern in Tibet : Abenteuer in einer vergessenen Welt zwischen Himmel und Erde, Durach, Windpferd, 1989,).

## Фильмография
- Таинственный Тибет (Geheimnis Tibet, 1943) — автор сценария, режиссёр.
- Владыки девственного леса (Les seigneurs de la forêt, 1958; немецкая версия Herrscher des Urwalds, 1959) — режиссёр